# 1134 Кеплер
1134 Кеплер (енгл. 1134 Kepler) је Марсов тројански астероид са средњом удаљеношћу од Сунца која износи 2,684 астрономских јединица (АЈ).
Апсолутна магнитуда астероида је 14,3 а геометријски албедо 0,121.